# Oscar 2015
Cea de-a 87-a gală de decernare a Premiilor Oscar a fost organizată de Academia Americană a Artelor și Științelor Filmului pentru a onora cele mai bune filme ale anului 2014. Ceremonia avut loc  la Dolby Theatre din Hollywood, Los Angeles, la data de 22 februarie 2015, începând cu or 5:30 p.m. ora locală. 
În timpul ceremoniei, AFAS a acordat premiile academiei (cunoscute în mod obișnuit ca Premiile Oscar) la 24 de categorii. Ceremonia a fost televizată în Statele Unite de către ABC, producători fiind Neil Meron și Craig Zadan, iar regizor Hamish Hamilton. Actorul Neil Patrick Harris a fost gazda ceremoniei pentru prima dată.
Anterior ceremoniei, AFAS a organizat cea de-a șasea ceremonie a Premiilor Guvernatorilor, în sala mare a Centrului Hollywood and Highland, la data de 8 noiembrie 2014. La 16 ianuarie 2014 au fost anunțate nominalizările. La data de 7 februarie 2015, într-o ceremonie găzduită de Margot Robbie și Miles Teller, care a avut loc la Hotelul Beverly Hills din Beverly Hills, California, s-a acordat Premiul Oscar pentru realizări tehnice.
Birdman - Omul Pasăre sau Virtutea nesperată a ignoranței și The Grand Budapest Hotel au câștigat cele mai multe premii, câte patru de fiecare. Printre celelalte filme câștigătoare se numără Whiplash cu trei premii, Lunetistul american, Cei 6 super eroi, Boyhood, Citizenfour, Crisis Hotline: Veterans Press 1, Feast, Ida, The Imitation Game. Jocul codurilor, Interstellar, The Phone Call, Selma, Aceeași Alice și Teoria întregului cu câte un premiu. Ceremonia a fost urmărită de aproximativ 37,2 milioane de telespectatori în Statele Unite, fiind cea mai puțin urmărită ediție a Oscarurilor de la cea a Premiilor Oscar din 2009.

## Câștigători și nominalizări
Nominalizările pentru Premiile Oscar 2015 au fost anunțate pe 15 ianuarie 2015 la ora 5:30 PST (13:30 UTC), la Samuel Goldwyn Theater din Beverly Hills, California, de regizorii J. J. Abrams și Alfonso Cuarón. Nominalizările la categoriile principale au fost anunțate la 5:38 PST de Cheryl Boone Isaacs, președintele Academiei de Film și actorul Chris Pine. Pentru prima dată în istoria Oscarurilor, au fost anunțate în același timp toate cele 24 de categorii. Birdman și The Grand Budapest Hotel au primit cele mai multe nominalizări, câte nouă de fiecare.
Câștigătorii au fost anunțați în cadrul ceremoniei care s-a desfășurat pe 22 februarie 2015.  Toate filmele care au concurat la categoria Cel mai bun film au primit cel puțin un premiu și într-o altă categorie, fiind prima dată când se întâmplă acest lucru de la mărirea numărului de nominalizări de la 5 la maximum 10 filme în 2009. Birdman a fost primul Cel mai bun film care a câștigat premiul fără o nominalizare pentru montaj de la Oameni obișnuiți (1980). Alejandro González Iñárritu a devenit al doilea mexican care a câștigat la categoria Cel mai bun regizor, statueta fiindu-i acordată la ceremonia precedentă lui Alfonso Cuarón pentru Gravity. La vârsta de 84 de ani, Robert Duvall a devenit cel mai în vârstă actor nominalizat la o categorie masculină pentru interpretare. Iñárritu a fost cea mai premiată persoană a ceremoniei, câștigând la toate cele trei categorii la care a fost nominalizat. Emmanuel Lubezki a devenit a patra persoană care primește Premiul Oscar pentru cea mai bună imagine pentru al doilea an consecutiv, câștigându-l și pentru Gravity la ediția precedentă, și al doilea mexican care a primit Premiul Oscar la această ediție. Ida a fost primul film polonez câștigător al Premiului Oscar pentru cel mai bun film străin, fiind primul succes din cele zece nominalizări pe care le-a avut Polonia începând cu anul 1963.

### Premiile

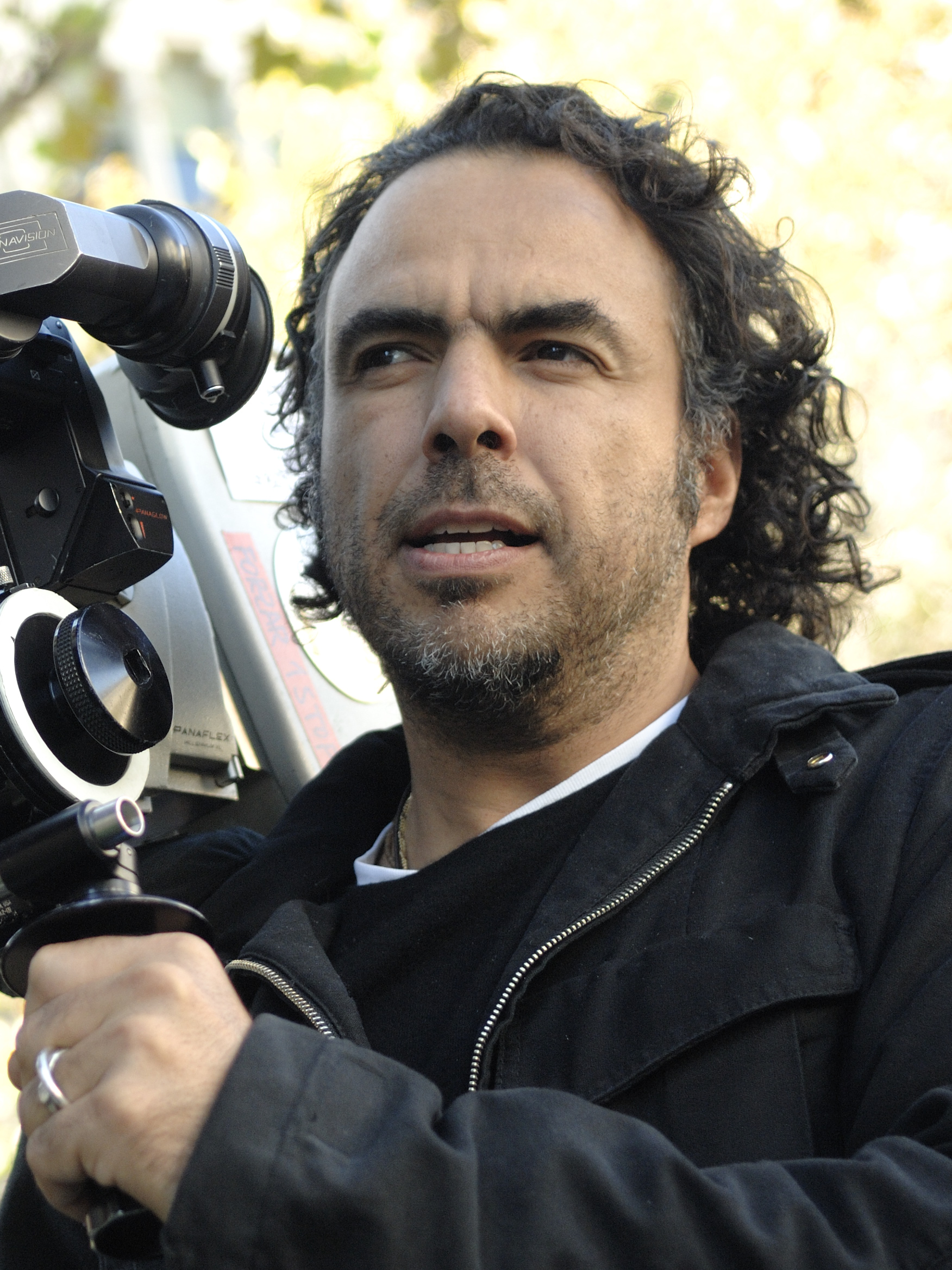
Alejandro González Iñárritu, cel mai bun regizor

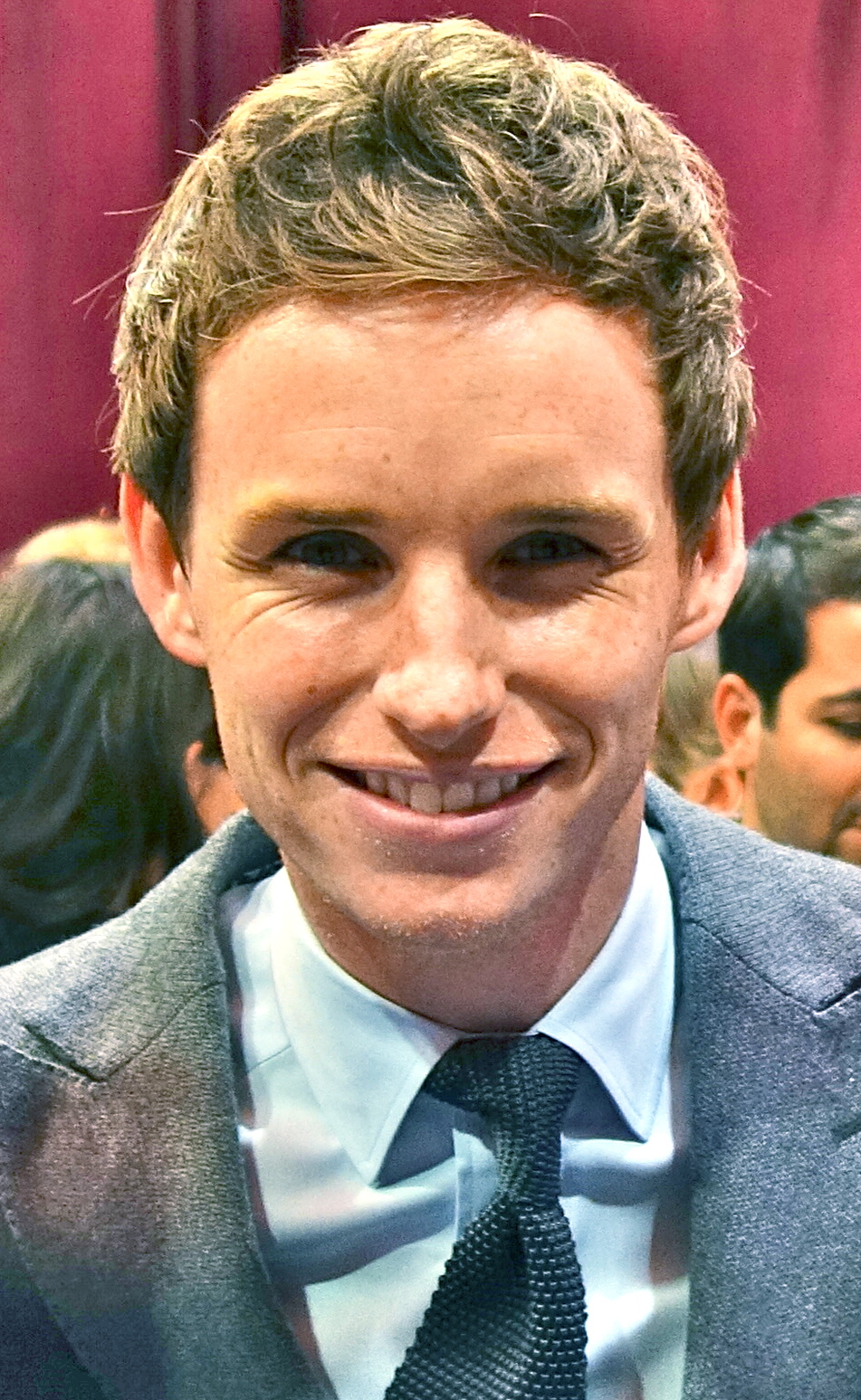
Eddie Redmayne, cel mai bun actor

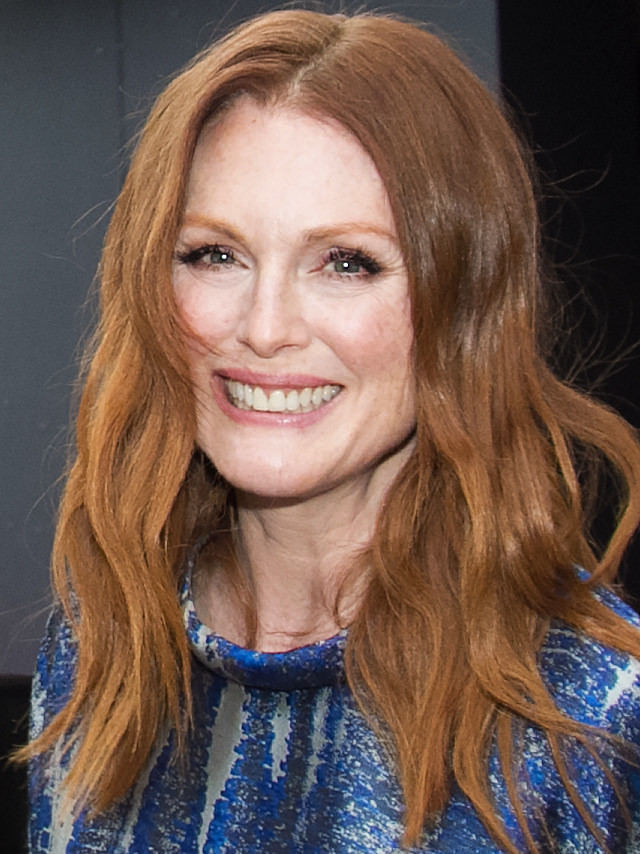
Julianne Moore, cea mai bună actriță

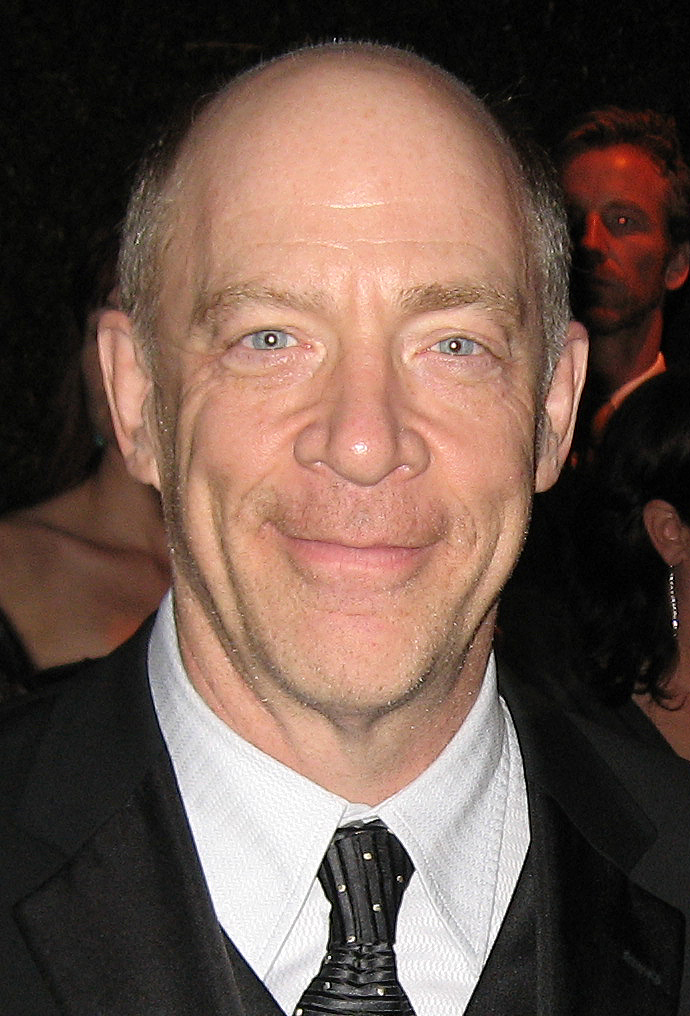
J. K. Simmons, cel mai bun actor în rol secundar

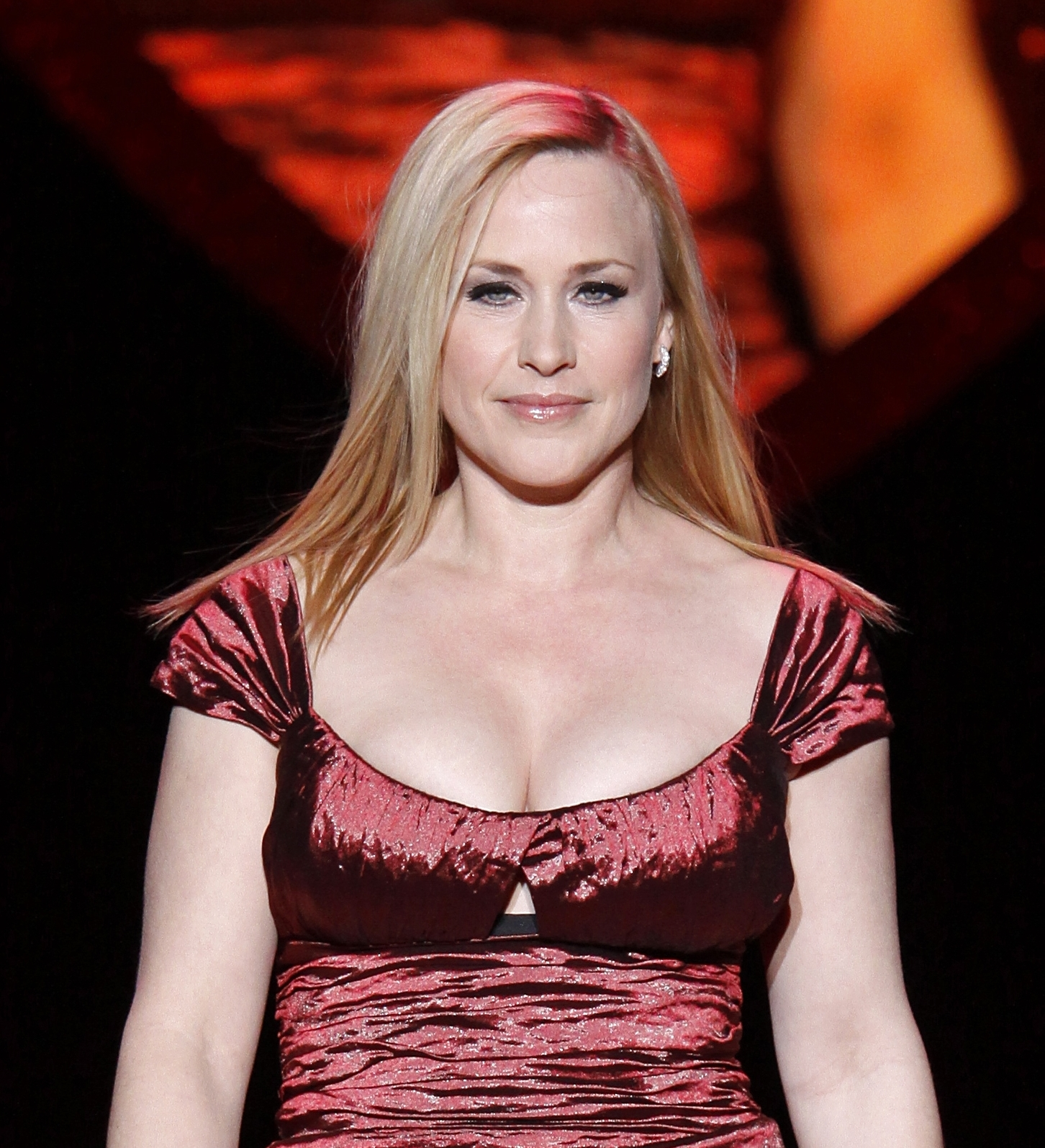
Patricia Arquette, cea mai bună actriță în rol secundar

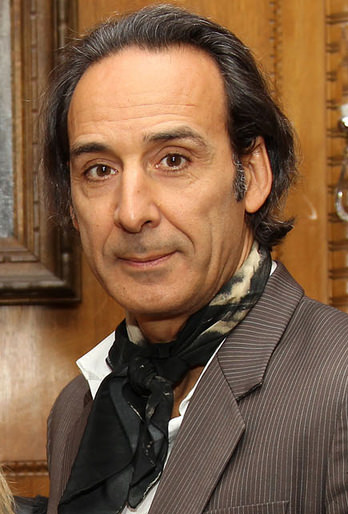
Alexandre Desplat, cea mai bună coloană sonoră

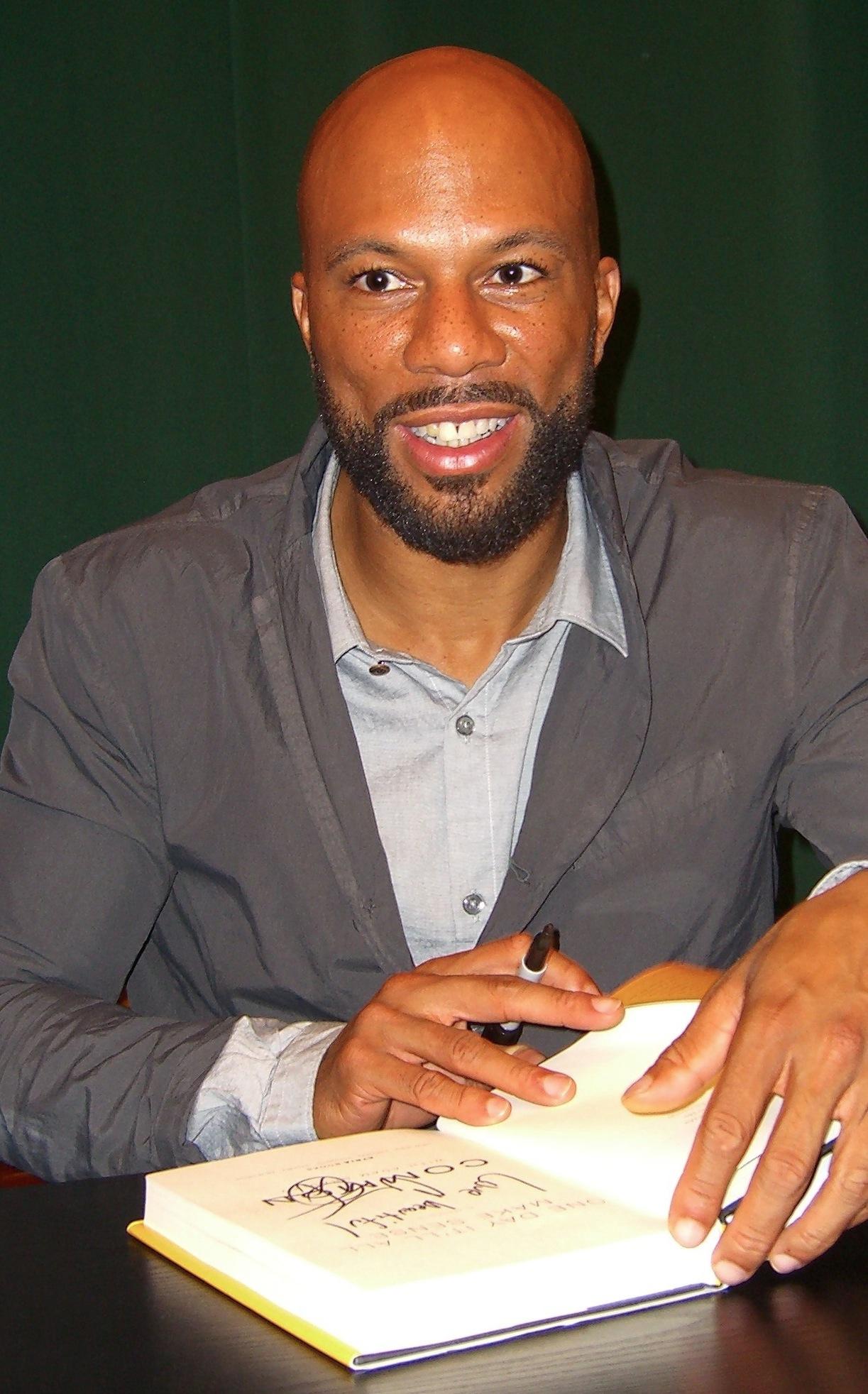
Common, co-câștigător la cea mai bună melodie originală

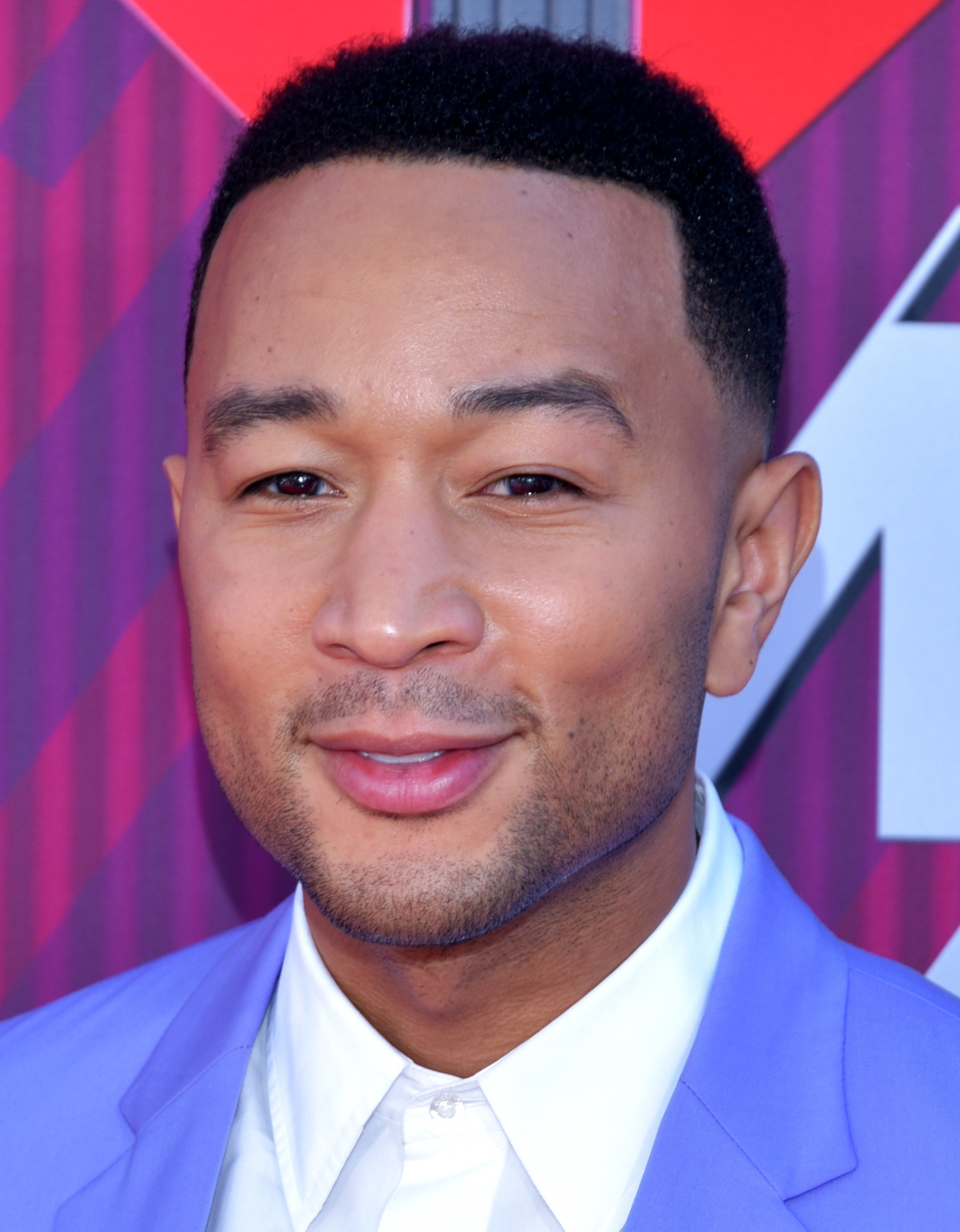
John Legend, co-câștigător la cea mai bună melodie originală

Câștigătorii sunt afișați primii și evidențiați cu font îngroșat.
| Cel mai bun film | Cel mai bun regizor |
| --- | --- |
| - Birdman - Omul Pasăre sau Virtutea nesperată a ignoranței – Alejandro G. Iñárritu, John Lesher și James W. Skotchdopole - Lunetistul american – Clint Eastwood, Robert Lorenz, Andrew Lazar, Bradley Cooper și Peter Morgan - Boyhood – Richard Linklater și Cathleen Sutherland - The Grand Budapest Hotel – Wes Anderson, Scott Rudin, Steven Rales și Jeremy Dawson - The Imitation Game – Nora Grossman, Ido Ostrowsky, și Teddy Schwarzman - Selma – Christian Colson, Oprah Winfrey, Dede Gardner și Jeremy Kleiner - Teoria întregului – Tim Bevan, Eric Fellner, Lisa Bruce și Anthony McCarten - Whiplash – Jason Blum, Helen Estabrook și David Lancaster | - Alejandro G. Iñárritu – Birdman - Omul Pasăre sau Virtutea nesperată a ignoranței - Richard Linklater – Boyhood - Bennett Miller – Foxcatcher - Wes Anderson – The Grand Budapest Hotel - Morten Tyldum – The Imitation Game |
| Cel mai bun actor | Cea mai bună actriță |
| - Eddie Redmayne – Teoria întregului ca Stephen Hawking - Steve Carell – Foxcatcher ca John Eleuthère du Pont - Bradley Cooper – Lunetistul american ca Chris Kyle - Benedict Cumberbatch – The Imitation Game ca Alan Turing - Michael Keaton – Birdman - Omul Pasăre sau Virtutea nesperată a ignoranței ca Riggan Thomson / Omul pasăre | - Julianne Moore – Still Alice ca dr. Alice Howland - Marion Cotillard – Două zile, o noapte ca Sandra Bya - Felicity Jones – Teoria întregului ca Jane Wilde Hawking - Rosamund Pike – Gone Girl ca Amy Elliott-Dunne - Reese Witherspoon – Sălbăticie ca Cheryl Strayed |
| Cel mai bun actor în rol secundar | Cea mai bună actriță în rol secundar |
| - J. K. Simmons – Whiplash ca Terence Fletcher - Robert Duvall – Judecătorul ca judecătorul Joseph Palmer - Ethan Hawke – Boyhood ca Mason Evans, Sr. - Edward Norton – Birdman - Omul Pasăre sau Virtutea nesperată a ignoranței ca Mike Shiner - Mark Ruffalo – Foxcatcher ca Dave Schultz | - Patricia Arquette – Boyhood ca Olivia Evans - Laura Dern – Sălbăticie ca Barbara „Bobbi” Grey - Keira Knightley – The Imitation Game ca Joan Clarke - Emma Stone – Birdman - Omul Pasăre sau Virtutea nesperată a ignoranței ca Sam Thomson - Meryl Streep – În inima pădurii ca Vrăjitoarea |
| Cel mai bun scenariu original | Cel mai bun scenariu adaptat |
| - Birdman - Omul Pasăre sau Virtutea nesperată a ignoranței – Alejandro G. Iñárritu, Nicolás Giacobone, Alexander Dinelaris, Jr. și Armando Bo - Boyhood – Richard Linklater - Foxcatcher – E. Max Frye și Dan Futterman - The Grand Budapest Hotel – Wes Anderson și Hugo Guinness - Nightcrawler – Dan Gilroy | - The Imitation Game – Graham Moore din Alan Turing: The Enigma de Andrew Hodges - Lunetistul american – Jason Hall din Lunetistul american de Chris Kyle, Scott McEwen și Jim DeFelice - Inherent Vice – Paul Thomas Anderson din Inherent Vice de Thomas Pynchon - Teoria întregului – Anthony McCarten din Travelling to Infinity: My Life with Stephen de Jane Wilde Hawking - Whiplash – Damien Chazelle din filmul său de scurt metraj cu același nume                       |
| Cel mai bun film de animație | Cel mai bun film străin |
| - Cei 6 super eroi – Don Hall, Chris Williams și Roy Conli - Boxtroli – Anthony Stacchi, Graham Annable și Travis Knight - Cum să îți dresezi dragonul 2 – Dean DeBlois și Bonnie Arnold - Cântecul mării – Tomm Moore și Paul Young - Povestea Prințesei Kaguya – Isao Takahata și Yoshiaki Nishimura | - Ida (Polonia) în poloneză – Paweł Pawlikowski - Leviatan (Rusia) în rusă – Andrey Zvyagintsev - Tangerines (Estonia) în estonă și rusă – Zaza Urushadze - Timbuktu (Mauritania) în franceză – Abderrahmane Sissako - Povești sălbatice (Argentina) în spaniolă – Damián Szifrón |
| Cel mai bun film documentar | Cel mai bun scurt metraj documentar |
| - Citizenfour – Laura Poitras, Mathilde Bonnefoy și Dirk Wilutzky - Finding Vivian Maier – John Maloof și Charlie Siskel - Last Days in Vietnam – Rory Kennedy și Keven McAlester - The Salt of the Earth – Wim Wenders, Lélia Wanick Salgado și David Rosier - Virunga – Orlando von Einsiedel și Joanna Natasegara | - Crisis Hotline: Veterans Press 1 – Ellen Goosenberg Kent și Dana Perry - Joanna – Aneta Kopacz - Our Curse – Tomasz Śliwiński și Maciej Ślesicki - The Reaper – Gabriel Serra Arguello - White Earth – J. Christian Jensen |
| Cel mai bun scurtmetraj de ficțiune | Cel mai bun scurt metraj de animație |
| - The Phone Call – Mat Kirkby și James Lucas - Aya – Oded Binnun și Mihal Brezis - Boogaloo și Graham – Michael Lennox și Ronan Blaney - Butter Lamp – Hu Wei și Julien Féret - Parvaneh – Talkhon Hamzavi și Stefan Eichenberger | - Feast – Patrick Osborne și Kristina Reed - The Bigger Picture – Daisy Jacobs și Christopher Hees - The Dam Keeper – Robert Kondo și Daisuke Tsutsumi - Me and My Moulton – Torill Kove - A Single Life – Joris Oprins |
| Cea mai bună coloană sonoră | Cea mai bună melodie originală |
| - The Grand Budapest Hotel – Alexandre Desplat - The Imitation Game – Alexandre Desplat - Interstellar – Hans Zimmer - Mr. Turner – Gary Yershon - Teoria întregului – Jóhann Jóhannsson | - Glory din Selma – muzica și versurile de John Stephens (John Legend) și Lonnie Lynn (Common) - „Everything Is Awesome” din Marea Aventură Lego – muzica și versurile de Shawn Patterson - „Grateful” din Beyond the Lights – muzica și versurile de Diane Warren - „I'm Not Gonna Miss You” din Glen Campbell: I'll Be Me – muzica și versurile de Glen Campbell și Julian Raymond - „Lost Stars” din Begin Again – muzica și versurile de Gregg Alexander și Danielle Brisebois |
| Cea mai bună editare sonoră | Cel mai bun mixaj sonor |
| - Lunetistul american – Alan Robert Murray și Bub Asman - Birdman - Omul Pasăre sau Virtutea nesperată a ignoranței – Martin Hernández și Aaron Glascock - Hobbitul: Bătălia celor cinci armate – Brent Burge și Jason Canovas - Interstellar – Richard King - De neînvins – Becky Sullivan și Andrew DeCristofaro | - Whiplash – Craig Mann, Ben Wilkins și Thomas Curley - Lunetistul american – John Reitz, Gregg Rudloff și Walt Martin - Birdman - Omul Pasăre sau Virtutea nesperată a ignoranței – Jon Taylor, Frank A. Montaño și Thomas Varga - Interstellar – Gary A. Rizzo, Gregg Landaker și Mark Weingarten - De neînvins – Jon Taylor, Frank A. Montaño și David Lee |
| Cele mai bune decoruri | Cea mai bună imagine |
| - The Grand Budapest Hotel – Adam Stockhausen și Anna Pinnock - The Imitation Game – Maria Djurkovic; Tatiana Macdonald - Interstellar – Nathan Crowley; Gary Fettis - În inima pădurii – Dennis Gassner; Anna Pinnock - Mr. Turner – Suzie Davies; Charlotte Watts | - Birdman - Omul Pasăre sau Virtutea nesperată a ignoranței – Emmanuel Lubezki - The Grand Budapest Hotel – Robert Yeoman - Ida – Łukasz Żal și Ryszard Lenczewski - Mr. Turner – Dick Pope - De neînvins – Roger Deakins |
| Cel mai bun machiaj | Cele mai bune costume |
| - The Grand Budapest Hotel – Frances Hannon și Mark Coulier - Foxcatcher – Bill Corso și Dennis Liddiard - Gardienii galaxiei – Elizabeth Yianni-Georgiou și David White | - The Grand Budapest Hotel – Milena Canonero - Inherent Vice – Mark Bridges - În inima pădurii – Colleen Atwood - Maleficent – Anna B. Sheppard - Mr. Turner – Jacqueline Durran |
| Cel mai bun montaj | Cele mai bune efecte vizuale |
| - Whiplash – Tom Cross - Lunetistul american – Joel Cox și Gary D. Roach - Boyhood – Sandra Adair - The Grand Budapest Hotel – Barney Pilling - The Imitation Game – William Goldenberg | - Interstellar – Paul Franklin, Andrew Lockley, Ian Hunter și Scott Fisher - Căpitanul America: Războinicul iernii – Dan DeLeeuw, Russell Earl, Bryan Grill și Dan Sudick - Planeta Maimuțelor: Revoluție – Joe Letteri, Dan Lemmon, Daniel Barrett și Erik Winquist - Gardienii galaxiei – Stephane Ceretti, Nicolas Aithadi, Jonathan Fawkner și Paul Corbould - X-Men: Viitorul este trecut – Richard Stammers, Lou Pecora, Tim Crosbie și Cameron Waldbauer                    |

### Premii Oscar onorifice
Academia de Film a ținut cea de-a șasea ceremonia a Premiilor Guvernatorilor pe 8 noiembrie 2014, în cadrul căreia s-au decernat următoarele premii:

#### Premiul Oscar onorific
- Jean-Claude Carrière, „ale cărui scenarii compuse cu eleganță au ridicat arta scrierii scenariilor la nivel de literatură”.[30]
- Hayao Miyazaki, „un foarte bun povestitor a cărui măiestrie în arta animației a inspirat artiști de film și publicul din întreaga lume.”[30]
- Maureen O'Hara, „una dintre cele mai strălucitoare staruri de la Hollywood, ale cărei interpretări inspirate au strălucit prin pasiune, căldură și forță.”[30]

#### Premiul Umanitar Jean Hersholt
- Harry Belafonte, „pentru o viață întreagă în care a demonstrat cum arta este înnobilată de conștiință și curaj nemărginit.”[30]

## Filme cu mai multe premii și nominalizări
| Nominalizări | Film                                                      |
| ------------ | --------------------------------------------------------- |
| 9            | Birdman - Omul Pasăre sau Virtutea nesperată a ignoranței |
| 9            | The Grand Budapest Hotel                                  |
| 8            | The Imitation Game                                        |
| 6            | Lunetistul american                                       |
| 6            | Boyhood                                                   |
| 5            | Foxcatcher                                                |
| 5            | Interstellar                                              |
| 5            | Teoria întregului                                         |
| 5            | Whiplash                                                  |
| 4            | Mr. Turner                                                |
| 3            | În inima pădurii                                          |
| 3            | De neînvins                                               |
| 2            | Gardienii galaxiei                                        |
| 2            | Ida                                                       |
| 2            | Inherent Vice                                             |
| 2            | Selma                                                     |
| 2            | Sălbăticie                                                |

| Premii | Film                                                      |
| ------ | --------------------------------------------------------- |
| 4      | Birdman - Omul Pasăre sau Virtutea nesperată a ignoranței |
| 4      | The Grand Budapest Hotel                                  |
| 3      | Whiplash                                                  |

## Prezentatori și interpreți
Următoarele persoane și grupuri, afișate în ordinea apariției, au prezentat premiile sau au interpretat numere muzicale.

### Prezentatori
| Nume                             | Rol |
| -------------------------------- | --- |
| Cedering Fox                     | Crainicul celei de-a 87-a ceremonii |
| Lupita Nyong'o                   | Prezentatoare a Premiului Oscar pentru cel mai bun actor în rol secundar |
| Liam Neeson                      | Prezentator al filmelor The Grand Budapest Hotel și American Sniper din secțiunea dedicată celui mai bun film                                                                                              |
| Dakota Johnson                   | Prezentatoare a numărului muzical „Lost Stars”, nominalizat la categoria cel mai bun cântec original” |
| Jennifer Lopez Chris Pine        | Prezentatori ai Premiului Oscar pentru cele mai bune costume |
| Reese Witherspoon                | Prezentatoare a Premiului Oscar pentru cel mai bun machiaj și hairstyling |
| Channing Tatum                   | Prezentator al celor șase câștigători ai concursului „Echipa Oscar” |
| Chiwetel Ejiofor Nicole Kidman   | Prezentatori ai Premiului Oscar pentru cel mai bun film străin |
| Shirley MacLaine                 | Prezentatoare a filmelor Boyhood, Teoria întregului și Omul Pasăre sau Virtutea nesperată a ignoranței de la secțiunea cel mai bun film                                                                    |
| Marion Cotillard                 | Prezentatoare a momentului interpretării cântecului „Everything is Awesome”, nominalizat la categoria cel mai bun cântec original                                                                          |
| Jason Bateman Kerry Washington   | Prezentatori al Premiului Oscar pentru cel mai bun scurt metraj și cel mai bun documentar de scurtmetraj                                                                                                   |
| Viola Davis                      | Prezentatoare a Premiului Oscar Onorific și a Premiului Oscar umanitar Jean Hersholt |
| Gwyneth Paltrow                  | Prezentatoare a momentului interpretării cântecului „I'm Not Gonna Miss You”, nominalizat la categoria cel mai bun cântec original                                                                         |
| Margot Robbie Miles Teller       | Prezentatori ai Premiului Oscar pentru realizări tehnice și a Premiului Oscar Gordon E. Sawyer |
| Chris Evans Sienna Miller        | Prezentatori al Premiilor Oscar pentru cel mai bun mixaj sonor și cea mai bună editare sonoră |
| Jared Leto                       | Prezentator al Premiului Oscar pentru cea mai bună actriță în rol secundar |
| Josh Hutcherson                  | Prezentator al momentului interpretării cântecului „Grateful”, nominalizat la categoria cel mai bun cântec original                                                                                        |
| Ansel Elgort Chloë Grace Moretz  | Prezentatori ai Premiului Oscar pentru cele mai bune efecte vizuale |
| Kevin Hart Anna Kendrick         | Prezentatori ai Premiului Oscar pentru cel mai bun scurt metraj de animație |
| Dwayne Johnson Zoe Saldana       | Prezentatori ai Premiului Oscar pentru cel mai bun film de animație |
| Cheryl Boone Isaacs (AMPAS)      | Prezentare specială privind beneficiile filmului și a creativității |
| Chris Pratt Felicity Jones       | Prezentatori ai Premiului Oscar pentru cele mai bune decoruri |
| Jessica Chastain Idris Elba      | Prezentatori ai Premiului Oscar pentru cea mai bună imagine |
| Meryl Streep                     | Prezentatoare a momentului tribut In Memoriam |
| Benedict Cumberbatch Naomi Watts | Prezentatori ai Premiului Oscar pentru cel mai bun montaj |
| Terrence Howard                  | Prezentator al filmelor Whiplash, The Imitation Game și Selma din secțiunea dedicată celui mai bun film |
| Jennifer Aniston David Oyelowo   | Prezentatori ai Premiului Oscar pentru cel mai bun film documentar |
| Octavia Spencer                  | Prezentatoare a numărului muzical „Glory”, nominalizat la categoria cel mai bun cântec original |
| Idina Menzel John Travolta       | Prezentatori ai Premiului Oscar pentru cea mai bună melodie originală |
| Scarlett Johansson               | Prezentatoare a numărului muzical dedicat celei de-a 50-a aniversări a filmului Sunetul muzicii cu interpretarea cântecelor „Sunetul muzicii”, „My Favorite Things”, „Edelweiss” și „Climb Ev'ry Mountain” |
| Julie Andrews                    | Prezentatoare a Premiului Oscar pentru cea mai bună coloană sonoră |
| Eddie Murphy                     | Prezentator al Premiului Oscar pentru cel mai bun scenariu original |
| Oprah Winfrey                    | Prezentatoare a Premiului Oscar pentru cel mai bun scenariu adaptat |
| Ben Affleck                      | Prezentator al Premiului Oscar pentru cel mai bun regizor |
| Cate Blanchett                   | Prezentatoare a Premiului Oscar pentru cel mai bun actor |
| Matthew McConaughey              | Prezentator al Premiului Oscar pentru cea mai bună actriță |
| Sean Penn                        | Prezentator al Premiului Oscar pentru cel mai bun film |

### Interpreți
| Nume                                                                     | Rol                | Piesă                                                                                                 |
| ------------------------------------------------------------------------ | ------------------ | --- |
| Stephen Oremus                                                           | Aranjament Dirijor | Orchestră                                                                                             |
| Neil Patrick Harris Anna Kendrick Jack Black                             | Interpreți         | „Moving Pictures” din momentul de deschidere                                                          |
| Maroon 5                                                                 | Interpreți         | „Lost Stars” din Begin Again                                                                          |
| Tegan and Sara The Lonely Island Will Arnett Questlove Mark Mothersbaugh | Interpreți         | „Everything Is Awesome” din Marea Aventură Lego                                                       |
| Tim McGraw                                                               | Interpreț          | „I'm Not Gonna Miss You” din Glen Campbell: I'll Be Me                                                |
| Rita Ora                                                                 | Interpreț          | „Grateful” din Beyond the Lights                                                                      |
| Jennifer Hudson                                                          | Interpreț          | „I Can't Let Go” din timpul momentului In Memoriam                                                    |
| Common John Legend                                                       | Interpreți         | „Glory” din Selma                                                                                     |
| Lady Gaga                                                                | Interpreț          | „The Sound of Music”, „My Favorite Things”, „Edelweiss” și „Climb Ev'ry Mountain” din Sunetul muzicii |

## Informații despre ceremonie

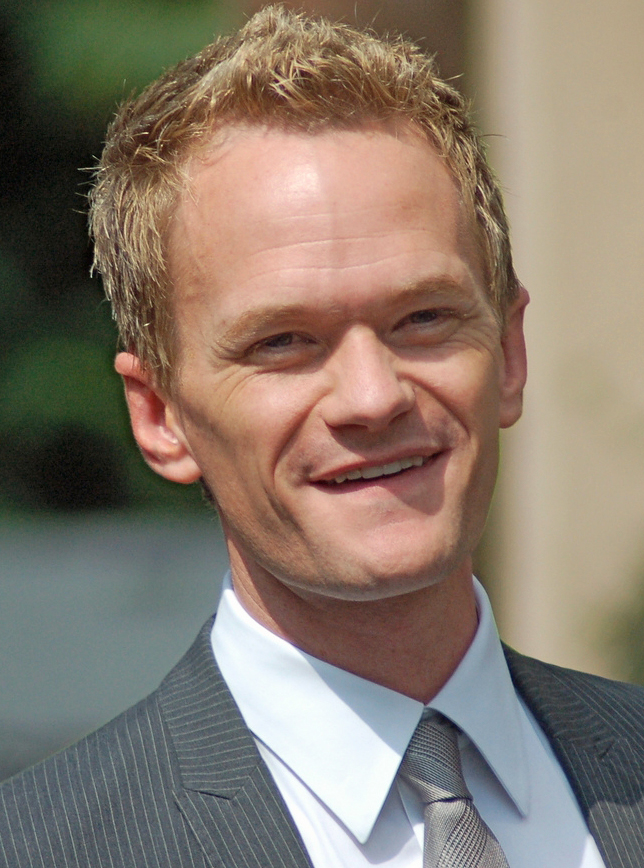
Neil Patrick Harris a fost gazda Premiilor Oscar din 2015.

Mulțumită succesului obținut la ceremonia din anul anterior care a înregistrat cea mai mare audiență a unei gale Oscar din ultimul deceniu, Academia a decis să reînnoiască contractele producătorilor Neil Meron și Craig Zadan pentru al treilea an consecutiv. Într-un comunicat de presă lansat de președinta AMPAS Cheryl Boone Isaacs, ea a declarat că „Abilitatea lor de a face spectacol au ridicat gala la noi înălțimi, astfel că noi suntem încântați să continuăm treaba bine făcută cu acest parteneriat creativ.” În octombrie 2014, actorul Neil Patrick Harris, care a mai fost gazda a patru premii Tony între 2009 și 2013 și a două Premii Emmy în 2009 și 2013, a fost ales ca prezentator al galei din 2015. Meron și Zadan și-au susținut alegerea actorului de teatru și televiziune, declarând că „Suntem încântați să-l avem pe Neil ca gazdă a Oscarului. Îl știm de multă vreme, și l-am urmărit cum a devenit un mare actor în film, televiziune și pe scena de teatru. Este perfect că vom lucra cu el, toate resursele și talentul lui, vor fi reunite pe o scenă globală.” Neil s-a declarat onorat și în același timp entuziasmat de alegerea sa, declarând „Am crescut urmărind decernarea premiilor Oscar și am avut mereu atât de multă admirație pentru unele dintre marile nume care au găzduit această gală. Faptul că am fost rugat să calc pe urmele lui Johnny Carson, Billy Crystal, Ellen DeGeneres și ale tuturor celorlalți care au avut uriașul noroc de a fi gazdele acestei ceremonii este un vis devenit realitate, unul dintre lucrurile pe care aș fi vrut să le fac în viață.”
La puțină vreme după alegerea sa, au apărut mai multe știri conform cărora DeGeneres și alți comedianți precum Chris Rock și actrița Julia Louis-Dreyfus au refuzat propunerea de a găzdui ceremonia, Harris fiind o alegere făcută în ultimul moment. Meron și Zadan au negat aceste știri, insistând pe faptul că Harris a fost singura lor alegere, declarând „După fiecare gală Oscar apar întotdeauna discuții despre cine o va găzdui pe următoarea. Multe nume sunt luate în considerare, uneori fiind doar zvonuri fără ca persoanele nominalizate să primească vreo ofertă oficială.”
Mai mulți oameni au fost implicați în difuzarea și promovarea galei. Stephen Oremus a servit ca director muzical și dirijor. Derek McLane s-a întors pentru crearea unei noi scene și a unui nou design pentru spectacol. În timpul ceremoniei, actorul Channing Tatum a prezentat un grup numit „Echipa Oscar”, format din șase studenți de cinematografie din întreaga lume, a căror rol a fost să înmâneze statuetele Oscar prezentatorilor în timpul galei. Compozitorii soț și soție Robert Lopez și Kristen Anderson-Lopez au compus melodia numărului de deschidere a galei, intitulată „Moving Pictures”. Muzicienii Questlove și Mark Mothersbaugh, dar și actorul Will Arnett și-au făcut apariția în cadrul momentului interpretării piesei „Everything Is Awesome” nominalizate la categoria „cel mai bun cântec original”.

### Încasările filmelor nominalizate
| Film                     | Pre-nominalizare (pre 16 ian.) | Post-nominalizare (16 ian. - 22 feb.) | După premii (după 22 feb.) | Total           |
| ------------------------ | ------------------------------ | ------------------------------------- | -------------------------- | --------------- |
| American Sniper          | 3.4 milioane $                 | 316 milioane $                        | 30.1 milioane $            | 350 milioane    |
| Birdman                  | 26.6 milioane $                | 11.2 milioane $                       | 4.6 milioane $             | 42.3 milioane $ |
| Boyhood                  | 24.4 milioane $                | 942,668 $                             | 36,767 $                   | 25.3 milioane $ |
| The Grand Budapest Hotel | 59.1 milioane $                | -                                     | -                          | 59.1 milioane $ |
| The Imitation Game       | 42.8 milioane $                | 41.1 milioane $                       | 7.2 milioane $             | 91.2 milioane $ |
| Selma                    | 16.6 milioane $                | 33.0 milioane $                       | 2.5 milioane $             | 52.1 milioane $ |
| Teoria întregului        | 26.2 milioane $                | 7.9 milioane $                        | 1.8 milioane $             | 35.9 milioane $ |
| Whiplash                 | 6.2 milioane $                 | 5.1 milioane $                        | 1.8 milioane $             | 13.1 milioane $ |

Pentru prima dată din 2007, niciunul din filmele nominalizate la categoria „cel mai bun film” nu a avut încasări mai mari de 100 de milioane de dolari înainte de anunțarea nominalizărilor (față de trei filme în anul anterior). Încasările totale din SUA și Canada ale celor opt filme nominalizate au fost de 205 milioane de dolari, însemnând o medie de 25,6 milioane de dolari pentru fiecare film.
Niciunul din cele opt filme nu s-au numărat în top 50 de filme ca încasări. La anunțarea nominalizărilor din data de 15 ianuarie 2015, The Grand Budapest Hotel avea cele mai mari încasări dintre acestea cu 59,1 milioane de dolari în SUA. The Imitation Gameera al doilea cu 42,7 milioane $, fiind urmat de Birdman (26,6 milioane $), Teoria întregului (26,2 milioane $), Boyhood (24,3 milioane $), Selma (16,5 milioane $), Whiplash (6,2 milioane $) și Lunetistul american (3,3 milioane $).[A]
Din primele 50 de filme ale anului 2013 ca încasări, 23 dintre ele au fost acordate pentru 13 dintre filme. Numai Cei 6 super eroi (9), Cum să îți dresezi dragonul 2 (16), Fata dispărută (17) și În inima pădurii (25) au fost nominalizate la categoriile „cel mai bun film”, „cel mai bun film de animație” sau la categoriile pentru actori, regizori sau scenariști. Celelalte filme din această categorie care au primit nominalizări au fost Gardienii galaxiei (1), Căpitanul America: Războinicul iernii (3), Marea Aventură Lego (4), Maleficent (6), Hobbitul: Bătălia celor cinci armate (7), X-Men: Viitorul este trecut (8), Planeta Maimuțelor: Revoluție (10), Interstellar (15) și De neînvins (27).

### Critici privind lipsa diversității etnice
La scurt timp după anunțarea nominalizărilor, mai multe publicații au atras atenția asupra lipsei diversității rasiale printre cei nominalizați la categoriile principale. Conform jurnalistei Tatiana Segel de la The Hollywood Reporter, ediția din 2015 a fost cea de-a doua începând cu anul 1998 în care toate cele douăzeci de persoane nominalizate la categoriile de interpretare erau de origine caucaziană. Reporterul David Carr de la The New York Times a indicat absența lui Ava DuVernay și David Oyelowo la categoriile „cel mai bun regizor”, respectiv „cel mai bun actor”. A mai menționat că aceste nominalizări nu au fost făcute pentru că în anul anterior 12 ani de sclavie a primit premiul pentru „cel mai bun film”, iar Lupita Nyong'o a fost nominalizată la categoria „cea mai bună actriță”. Astfel, Academia a fost ridiculizată pe rețelele de socializare prin hashtaguri precum #OscarsSoWhite și #WhiteOscars. În plus, congressmanul american Tony Cárdenas a publicat o scrisoare în care își exprima îngrijorarea sa față de diversitatea rasială a AMPAS-ului, declarând că „deși problema diversității în industria divertismentului este una mai adâncă, fără o soluție simplă, este trist să vedem o astfel de instituție importantă americană eșuând în reprezentarea completă a națiunii noastre.” A mai declarat că este dispus să lucreze cu reprezentanți Academiei pentru ca industria de entertainment să fie una mai diversificată din punct de vedere etnic.
Ca răspuns la criticile privind lipsa de diversitate, președinta AMPAS Isaacs a declarat pentru Associated Press că Academia este „dispusă la diversificarea de voci și opinii”. Deși s-a abținut să comenteze dacă organizația a fost jenată de lipsa diversității, ea a declarat că este mândră de toate filmele nominalizate, numind Selma „un film grozav”.
Cu câteva zile înainte de gala premiilor, organizația National Action Network condusă de activistul Al Sharpton, dar și alte organizații, și-au anunțat prezența la demonstrațiile care ar fi avut loc înainte și după ceremonie în apropierea Dolby Theatre. În cele din urmă, protestul nu a mai avut loc, datorită lui DuVernay care le-a cerut liderilor pentru drepturi civile să poarte un dialog direct cu conducerea Academiei.

### Aprecieri critice
Ceremonia a primit critici mixte din partea presei. Analistul tv Alan Sepinwall a declarat că „A durat atât și atât și atât și atât de mult până când prezentatorul Neil Patrick Harris a reușit să ducă la bun sfârșit momentul legat de predicțiile sale pentru Oscar încuiate într-o cutie din stânga scenei, încât a fost nevoit să se oprească pentru a ni-l explica din nou.” A mai menționat faptul că „fie producția l-a epuizat pe Harris, fie scenariul nu i s-a potrivit, sau și-a ales o noapte destul de ciudată pentru a-și ieși din personaj.” Hal Boedeker de la Orlando Sentinel a scris că „Harris a ținut capul de afiș a unui număr introductiv prea slab pentru deschiderea galei. Glumele sale despre predicțiile Oscar au fost obositoare.” Și-a încheiat recenzia spunând că „Muzica a salvat transmisiunea Oscar, dar tot a fost una lungă și plictisitoare. Montajul cu fragmente o va face să pară mai bună decât a fost.” Criticul de televiziune Alessandra Stanley de la The New York Times a menționat că „Nopțile Oscarului trag foarte mult de timp, dar această gală a tras de timp încă de la început”, glumind și pe marginea „discursurilor politice sumbre, dar care s-au dovedit a fi mai amuzante decât momentele lui Harris.”
Alte publicații au oferit recenzii pozitive. Matthew Gilbert de la The Boston Globe a declarat că „Neil Patrick Harris a fost într-o noapte foarte Neil Patrick Harrisy în prima sa rundă ca gazdă a Oscarurilor. A fost calm, vesel și relaxat ca de obicei, gata întotdeauna să spună o glumă tăioasă și mereu dornic să joace într-un număr mare cu coregrafie inspirată din alte vremuri. Este un prezentator experimentat după prezentarea galelor Tony și Emmy, dând dovadă în timpul transmisiunii ABC de relaxare și o nesfârșită energie.” A mai menționat că, în ciuda gafelor de producție și a ritmului neuniform, gala a continuat „cu un minim de durere”. Editorialistul Dave Walker de la The Times-Picayune l-a apreciat pe „Harris care s-a comportat ca și cum s-ar fi născut pentru a prezenta Premiile Oscar, fiind mereu gata să distreze audiența și chiar să rămână fără pantaloni în centrul scenei, dornic de a se face de râs dinadins pentru amuzament, reușind să treacă peste momentele în care nu și-a amintit materialul pregătit (lucru care s-a întâmplat prea des)—probabil că acum va avea o slujbă pe viață dacă o dorește.” A mai lăudat distribuția și numerele muzicale ale spectacolului. David Rooney de la The Hollywood Reporter a scris că „Harris a afișat un șarm câștigător și o nepăsare interesantă, îmbinând momentele comice cu momente de auto-ironie.” În plus, a apreciat o parte dintre discursurile de acceptare a premiilor și a numerelor muzicale care au adus o combinație de umor, distracție și sinceritate.

### Audiențe
Transmisiunea americană de pe ABC a avut o audiență medie de 37,26 de milioane de persoane pe durata sa, ceea ce reprezintă o scădere de 15% față de ceremonia din 2014. Aproximativ 63 de milioane de spectatori au urmărit o parte sau întreaga ceremonie. Ceremonia a obținut Ratinguri Nielsen mai mici față de ceremonia din anul anterior, cu 20,6% din gospodării și o cotă de 38. În plus, programul a avut un rating mai mic în ceea ce privește telespectatorii cu vârste cuprinse între 18 și 49 de ani, cu un rating de 11 rating și o cotă de 26. A obținut cele mai slabe rezultate privind audiența unei ceremonii a Premiilor Oscar de la Premiile Oscar 2009. Conform datelor centralizate de The Hollywood Reporter, transmisiunea a fost urmărită de 27,95 de milioane de oameni. Incluzând aici și reluările de peste ocean, gala a fost urmărită de 65,2 milioane de persoane la nivel mondial.
În iulie 2015, ceremonia a primit opt nominalizări la Premiile Emmy 2015. În august, ceremonia a câștigat una din acestea, la categoria Outstanding Technical Direction, Camera Work, and Video Control for a Limited Series, Movie, or Special” (regizori tehnici: Eric Becker, Rick Edwards, John Pritchett și Rod Wardell; Camere: Rob Balton, Danny Bonilla, Robert Del Russo, David Eastwood, Suzanne Ebner, Pat Gleason, Ed Horton, Marc Hunter, Jay Kulick, Brian Lataille, Tore Livia, Steve Martyniuk, Lyn Noland, Rob Palmer, David Plakos, Camera, Jofre Romero, Danny Webb, Mark Whitman și Easter Xua; Control video: Terrance Ho, Guy Jones și Keith Winikoff).

## In Memoriam
Momentul In Memoriam a fost prezentat de actrița Meryl Streep, Melodia de pe fundalul momentului a fost „Love Theme” din Sophie's Choice de Marvin Hamlisch. moment care în onorează pe cei care au murit în ultimul an. La sfârșitul momentului, cântăreața Jennifer Hudson a interpretat piesa „I Can't Let Go”, din sezonul 2 din Smash.
- Mickey Rooney
- Paul Mazursky
- Geoffrey Holder
- Nadia Bronson
- James Garner
- Elizabeth Peña
- Alan Hirschfield
- Edward Herrmann
- Maya Angelou
- Lorenzo Semple, Jr.
- George L. Little
- James Rebhorn
- Menahem Golan
- James Shigeta
- Anita Ekberg
- Paul Apted
- H. R. Giger
- Sanford E. Reisenbach
- Malik Bendjelloul
- Virna Lisi
- Louis Jourdan
- Gordon Willis
- Richard Attenborough
- Oswald Morris
- Tom Rolf
- L. M. Kit Carson
- Ruby Dee
- Samuel Goldwyn, Jr.
- Martha Hyer
- Andrew V. McLaglen
- Jimmy T. Murakami
- Robin Williams
- William Greaves
- Joseph Viskocil
- Rod Taylor
- Stewart Stern
- Luise Rainer
- Dick Smith
- Lauren Bacall
- Walt Martin
- Charles Champlin
- Pennie Dupont
- Herb Jeffries
- Misty Upham
- Eli Wallach
- Gabriel García Márquez
- Frank Yablans
- Alain Resnais
- Bob Hoskins
- Mike Nichols